# 2020年溫哥華影評人協會獎
第21屆溫哥華影評人協會獎（The 21st Vancouver Film Critics Circle Awards）是溫哥華影評人協會以茲獎勵2020年電影的獎項。國際電影類於2021年2月20日公布入圍名單，2月22日宣布得獎者。加拿大電影類於2月3日宣布入圍名單，3月8日公布得獎者。

## 提名與獲獎名單

### 國際電影
- 最佳電影
  - 《游牧人生》
    - 《花漾女子》
    - 《曼克》

- 最佳導演
  - 《游牧人生》趙婷
    - 《醉好的時光》湯瑪斯·凡提柏格
    - 《曼克》大衛·芬奇

- 最佳劇本

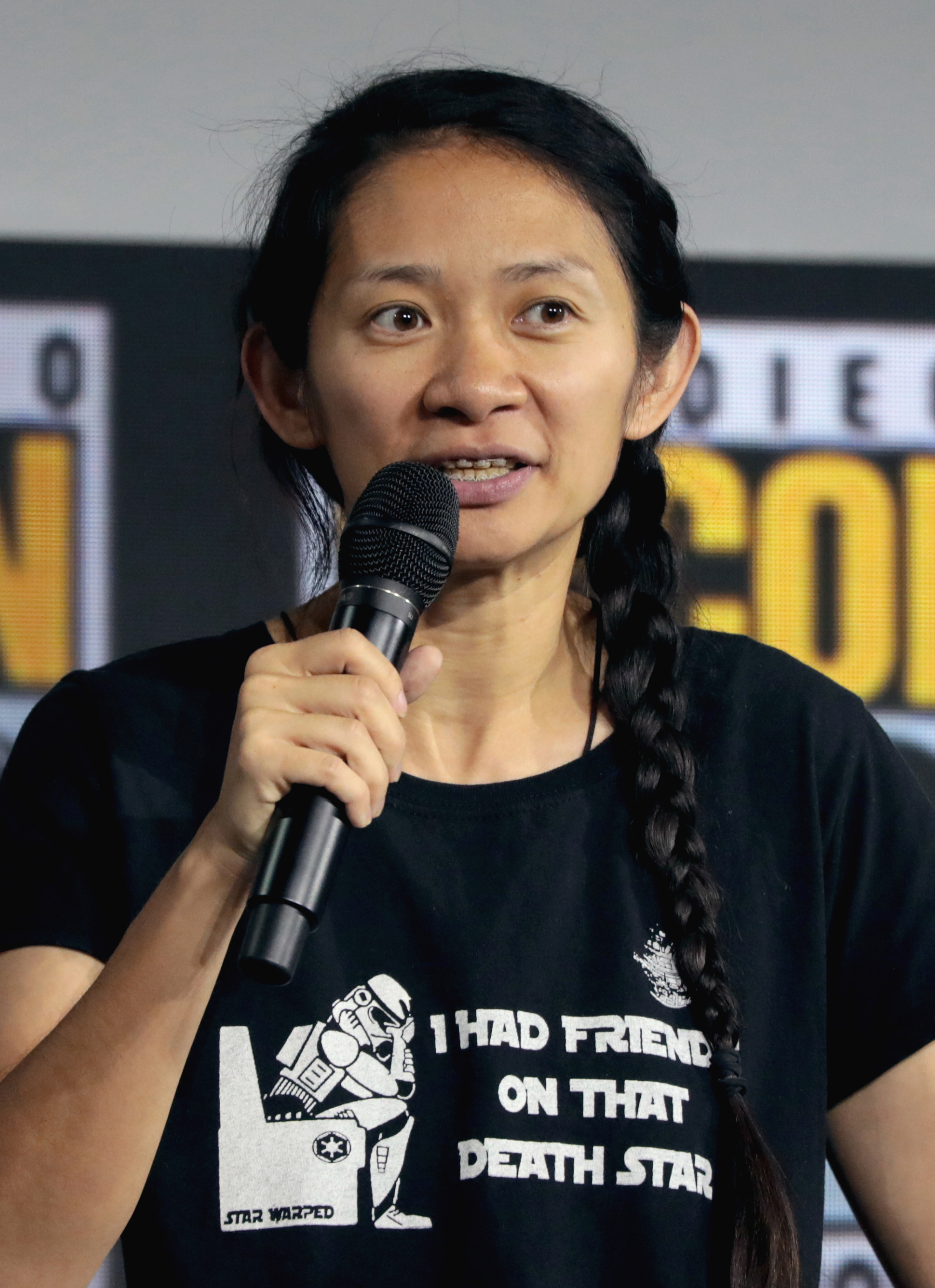
最佳導演：趙婷

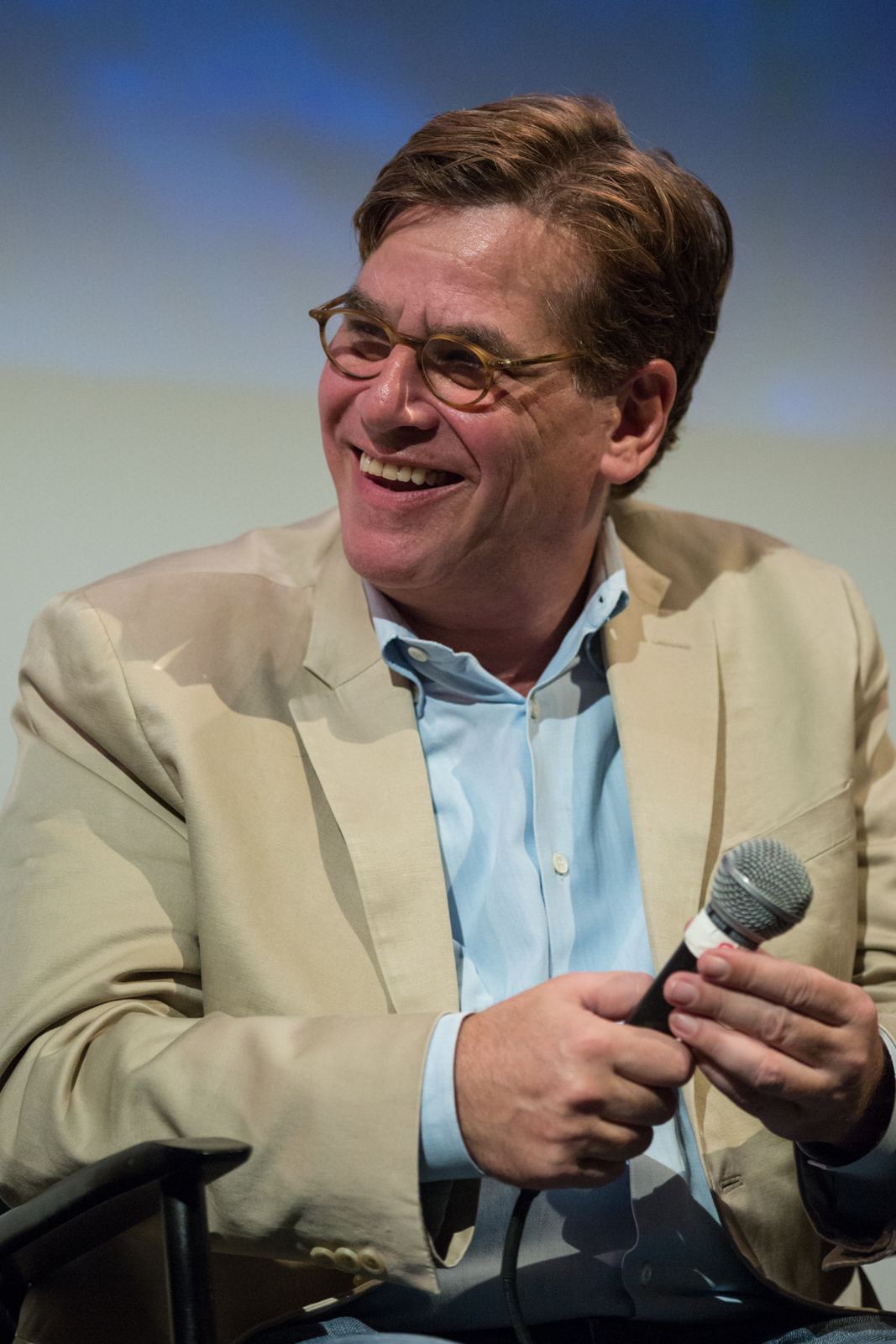
最佳劇本：艾倫·索金

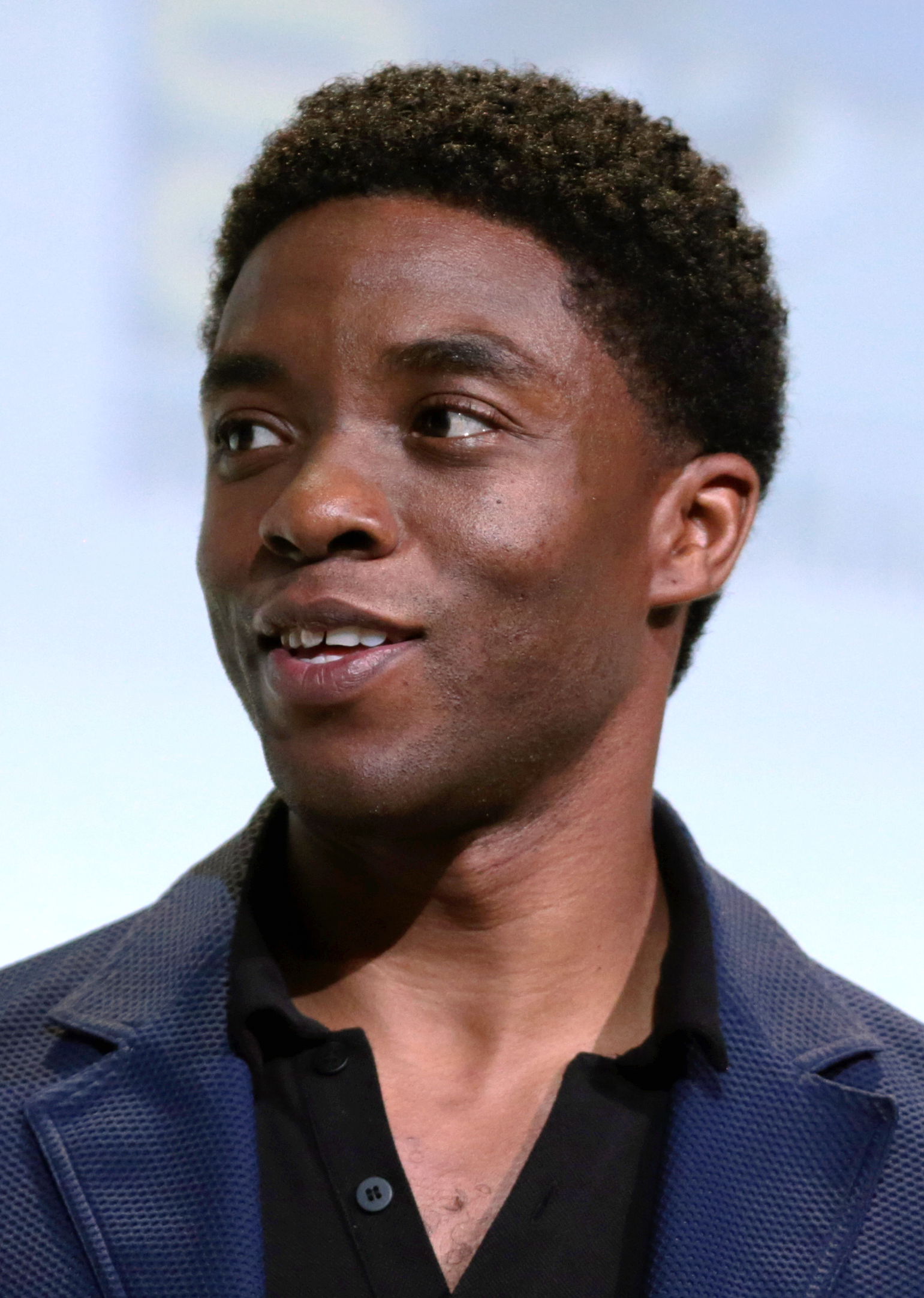
最佳男主角：查德維克·博斯曼

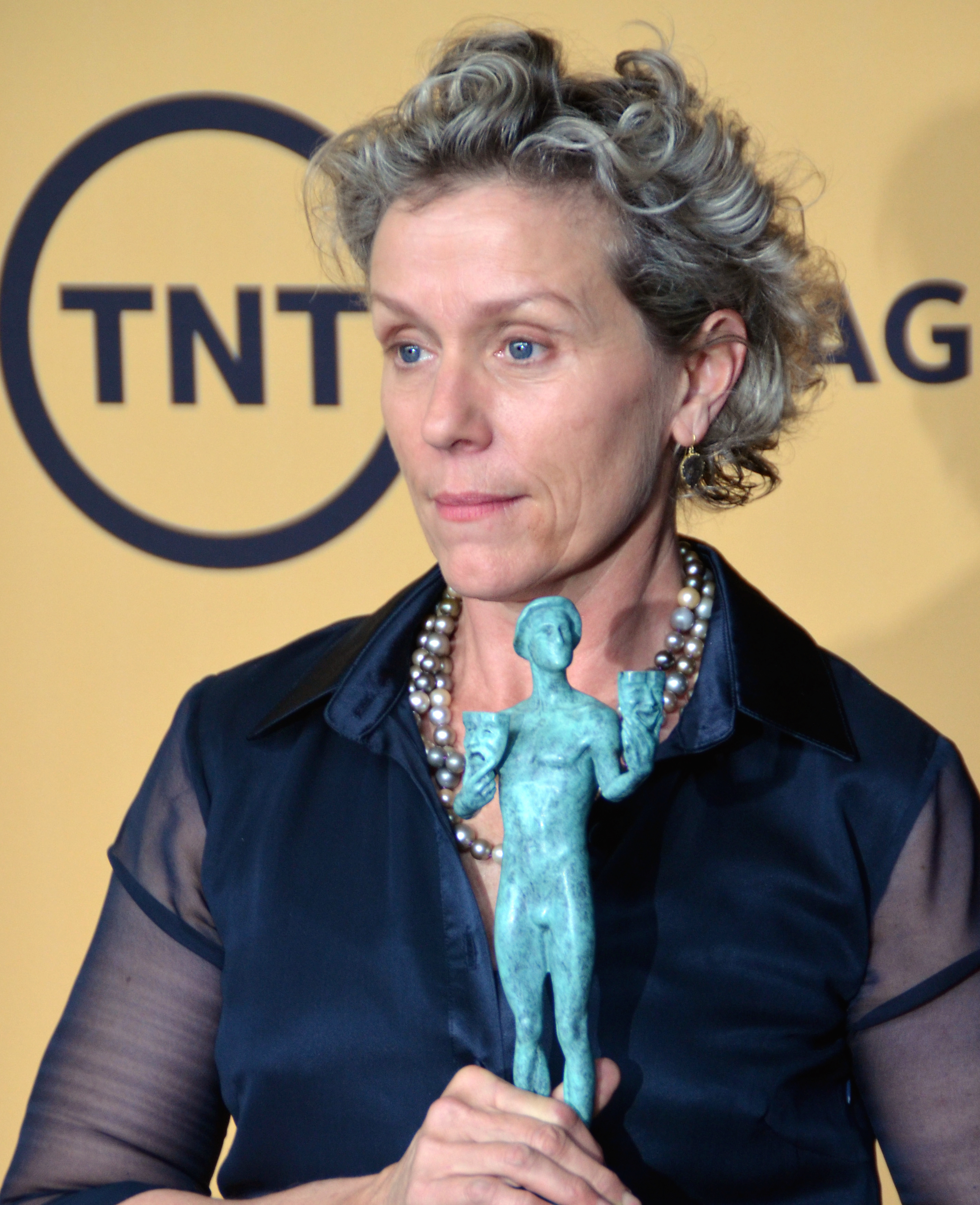
最佳女主角：法蘭絲·麥杜雯

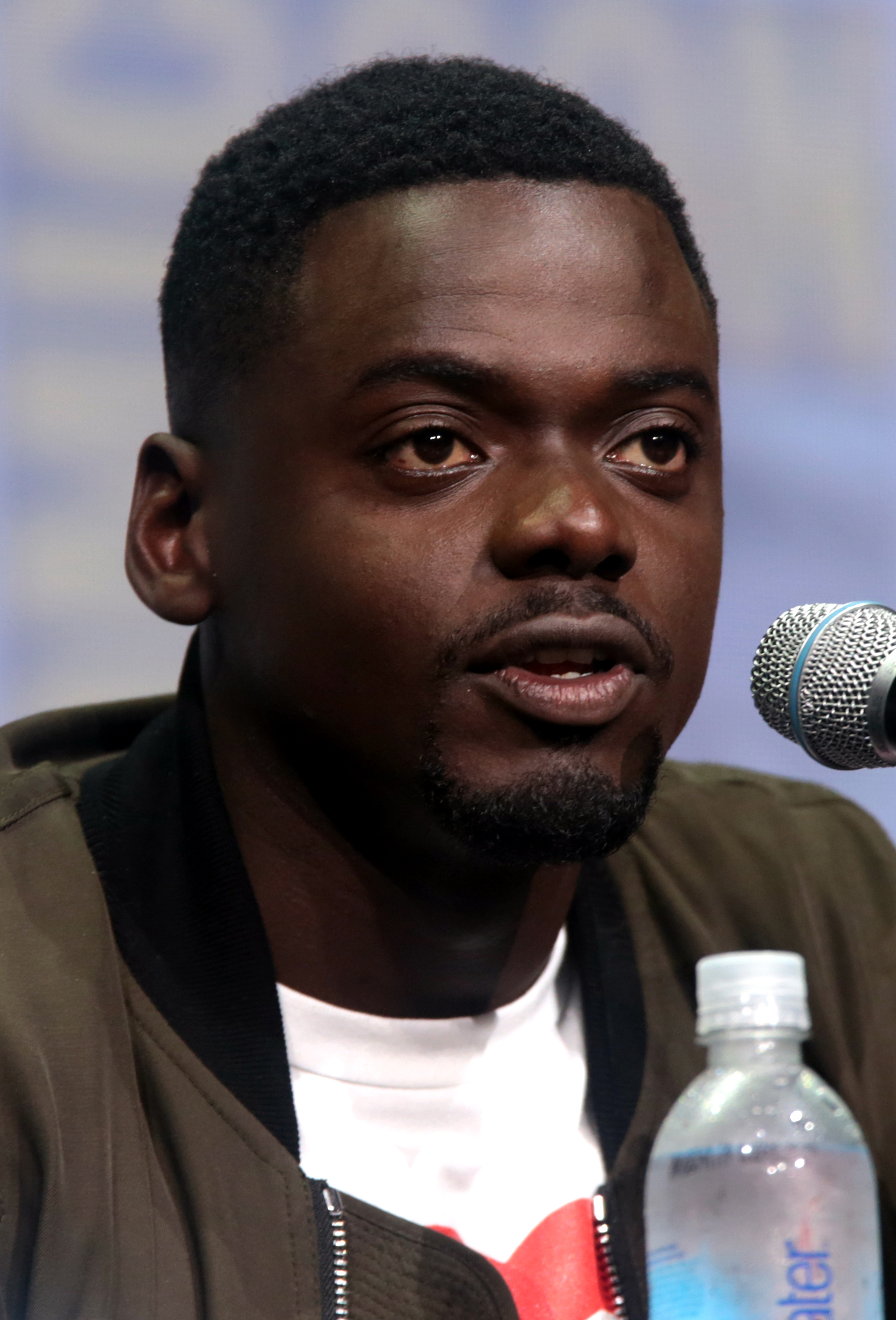
最佳男配角：丹尼爾·卡盧亞

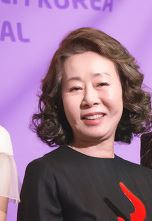
最佳女配角：尹汝貞

  - 《芝加哥七人案：驚世審判》艾倫·索金
    - 《曼克》傑克·芬奇
    - 《花漾女子》艾莫芮德·芬諾

- 最佳男主角
  - 《藍調天后》查德維克·博斯曼
    - 《父親》安東尼·霍普金斯
    - 《曼克》加里·奧德曼
    - 《金屬之聲》里兹·阿邁德

- 最佳女主角
  - 《游牧人生》法蘭絲·麥杜雯
    - 《藍調天后》维奥拉·戴维斯
    - 《花漾女子》嘉莉·慕萊根

- 最佳男配角
  - 《猶大與黑色彌賽亞》丹尼爾·卡盧亞
    - 《邁阿密的一夜》小萊斯利·奧多姆
    - 《芝加哥七人案：驚世審判》沙查·巴隆·科恩

- 最佳女配角
  - 《夢想之地》尹汝貞
    - 《芭樂特電影續集》瑪麗亞·巴卡洛娃
    - 《曼克》阿曼達·西耶弗里德

- 最佳紀錄片（英语：Vancouver Film Critics Circle Award for Best Documentary）
  - 《一場大火之後》
    - 《體操A級醜聞》
    - 《完全可控（英语：Totally Under Control）》

- 最佳外語片
  - 《夢想之地》
    - 《醉好的時光》
    - 《親愛的同志》

### 加拿大電影
- 最佳電影（英语：Vancouver Film Critics Circle Award for Best Canadian Film）
  - 《觸犯（英语：Violation (film)）》
    - 《金窩駭浪（英语：The Nest (2020 film)）》
    - 《寄身殺手》

- 最佳導演（英语：Vancouver Film Critics Circle Award for Best Director of a Canadian Film）
  - 《寄身殺手》布蘭登·柯能堡
    - 《金窩駭浪（英语：The Nest (2020 film)）》西恩·德金（英语：Sean Durkin）
    - 《觸犯（英语：Violation (film)）》瑪德琳·席姆斯·弗爾（英语：Madeleine Sims-Fewer）、達斯蒂·曼奇內利（英语：Dusty Mancinelli）

- 最佳劇本（英语：Vancouver Film Critics Circle Award for Best Screenplay for a Canadian Film）
  - 《金窩駭浪（英语：The Nest (2020 film)）》西恩·德金（英语：Sean Durkin）
    - 《寄身殺手》布蘭登·柯能堡
    - 《暴力鎖鏈（英语：Chained (2020 film)）》泰塔斯·赫柯（英语：Titus Heckel）

- 最佳男主角
  - 《泣不成生（英语：Brother, I Cry）》賈斯汀·瑞恩（英语：Justin Rain）
    - 《少年偵探（英语：The Kid Detective）》亞當·布羅迪
    - 《田之花（英语：Flowers of the Field (film)）》艾力克斯·克勞瑟（Alex Crowther）
    - 《暴力鎖鏈（英语：Chained (2020 film)）》馬龍·卡札迪（Marlon Kazadi）

- 最佳女主角（英语：Vancouver Film Critics Circle Award for Best Actress in a Canadian Film）
  - 《觸犯（英语：Violation (film)）》瑪德琳·席姆斯·弗爾（英语：Madeleine Sims-Fewer）
    - 《金窩駭浪（英语：The Nest (2020 film)）》凱莉·庫恩
    - 《寄身殺手》安德麗亞·瑞斯波羅格

- 最佳男配角（英语：Vancouver Film Critics Circle Award for Best Supporting Actor in a Canadian Film）
  - 《寄身殺手》克里斯多福·阿伯特
    - 《猴子海灘（英语：Monkey Beach (film)）》亞當·貝奇（英语：Adam Beach）
    - 《暴力鎖鏈（英语：Chained (2020 film)）》艾德里安·霍姆斯（英语：Adrian Holmes）
    - 《暴力鎖鏈》艾力克斯·保諾維奇（英语：Aleks Paunovic）

- 最佳女配角（英语：Vancouver Film Critics Circle Award for Best Supporting Actress in a Canadian Film）
  - 《小豆的旅程（英语：Beans (2020 film)）》彩虹·迪克森（Rainbow Dickerson）
    - 《猴子海灘（英语：Monkey Beach (film)）》蒂娜·拉姆曼（英语：Tina Lameman）
    - 《寄身殺手》珍妮佛·傑森·李

- 最佳加拿大紀錄片（英语：Vancouver Film Critics Circle Award for Best Canadian Documentary）
  - 《新公司：不幸卻必要的續集（英语：The New Corporation: The Unfortunately Necessary Sequel）》
    - 《萬物的巨量（英语：The Magnitude of All Things）》
    - 《遺忘的膠卷（英语：The Forbidden Reel）》

- 最佳卑詩電影（英语：Vancouver Film Critics Circle Award for Best British Columbia Film）
  - 《暴力鎖鏈（英语：Chained (2020 film)）》
    - 《泣不成生（英语：Brother, I Cry）》
    - 《新公司：不幸卻必要的續集（英语：The New Corporation: The Unfortunately Necessary Sequel）》

- 值得關注
  - 《暴力鎖鏈（英语：Chained (2020 film)）》泰塔斯·赫柯（英语：Titus Heckel）
  - 《小豆的旅程（英语：Beans (2020 film)）》琪亞溫緹歐（Kiawentiio）
    - 《泣不成生（英语：Brother, I Cry）》潔西·安東尼（Jessie Anthony）

## 外部連結
- 官方网站